# Goudelancourt-lès-Berrieux
Goudelancourt-lès-Berrieux és un municipi francès situat al departament de l'Aisne i a la regió dels Alts de França. L'any 2007 tenia 72 habitants.

## Demografia

### Població
El 2007 la població de fet de Goudelancourt-lès-Berrieux era de 72 persones. Hi havia 32 famílies de les quals 8 eren unipersonals (8 dones vivint soles i 8 dones vivint soles), 8 parelles sense fills i 16 parelles amb fills.
La població ha evolucionat segons el següent gràfic:
Habitants censats

### Habitatges
El 2007 hi havia 32 habitatges, 30 eren l'habitatge principal de la família, 1 era una segona residència i 1 estava desocupat. 29 eren cases i 2 eren apartaments. Dels 30 habitatges principals, 16 estaven ocupats pels seus propietaris, 13 estaven llogats i ocupats pels llogaters i 1 estava cedit a títol gratuït; 1 tenia dues cambres, 1 en tenia tres, 6 en tenien quatre i 22 en tenien cinc o més. 27 habitatges disposaven pel capbaix d'una plaça de pàrquing. A 13 habitatges hi havia un automòbil i a 15 n'hi havia dos o més.

### Piràmide de població
La piràmide de població per edats i sexe el 2009 era:
| Homes | Edats   | Dones |
| ----- | ------- | ----- |
| 0     | 95 o +  | 0     |
| 0     | 90 a 94 | 0     |
| 0     | 85 a 89 | 0     |
| 0     | 80 a 84 | 0     |
| 0     | 75 a 79 | 0     |
| 4     | 70 a 74 | 0     |
| 4     | 65 a 69 | 4     |
| 0     | 60 a 64 | 4     |
| 0     | 55 a 59 | 0     |
| 0     | 50 a 54 | 0     |
| 8     | 45 a 49 | 0     |
| 4     | 40 a 44 | 12    |
| 4     | 35 a 39 | 4     |
| 0     | 30 a 34 | 0     |
| 0     | 25 a 29 | 0     |
| 0     | 20 a 24 | 0     |
| 4     | 15 a 19 | 12    |
| 4     | 10 a 14 | 8     |
| 0     | 5 a 9   | 0     |
| 0     | 0 a 4   | 0     |

## Economia
El 2007 la població en edat de treballar era de 49 persones, 39 eren actives i 10 eren inactives. De les 39 persones actives 35 estaven ocupades (21 homes i 14 dones) i 4 estaven aturades (2 homes i 2 dones). De les 10 persones inactives 4 estaven jubilades, 3 estaven estudiant i 3 estaven classificades com a «altres inactius».
Activitats econòmiques
Dels 2 establiments que hi havia el 2007, 1 era d'una empresa de fabricació de material elèctric i 1 d'una empresa de construcció.
L'únic servei als particulars que hi havia el 2009 era una fusteria.
L'any 2000 a Goudelancourt-lès-Berrieux hi havia 4 explotacions agrícoles que ocupaven un total de 544 hectàrees.

## Poblacions més properes
El següent diagrama mostra les poblacions més properes.